# Klášter bosých karmelitek (Malá Strana)
Klášter bosých karmelitek na Malé Straně při kostele svatého Josefa je někdejší klášter řádu bosých karmelitek v dnešní Letenské ulici v Praze 1-Malé Straně.

## Historie
Malostranský klášter bosých karmelitek byl v letech 1655–1782 prvním konvent tohoto řádu na českém území. Zakladatelkou a první převorkou malostranského kláštera byla ctihodná Matka Marie Elekta (1605–1663). Ta byla po smrti pohřbena v kapli sv. Eliáše v klášterní zahradě. Její „zázračně neporušené“ (přirozeně mumifikované) tělo bylo později vyzdviženo a vystaveno v kostele sv. Benedikta na Hradčanech, pozdějším sídle karmelitek. V letech 2018–2020 se z Hradčan karmelitky i s mumií Marie Elekty odstěhovaly do nového místa působení v Drastech.
Po zrušení malostranského konventu se do kláštera přestěhoval ústav anglických panen V roce 1792 se karmelitánky vrátily ze svého dočasného sídla v Pohledu do jiného pražského kláštera, u kostela sv. Benedikta na Hradčanech, který se uvolnil po zdejším zrušeném konventu barnabitů.

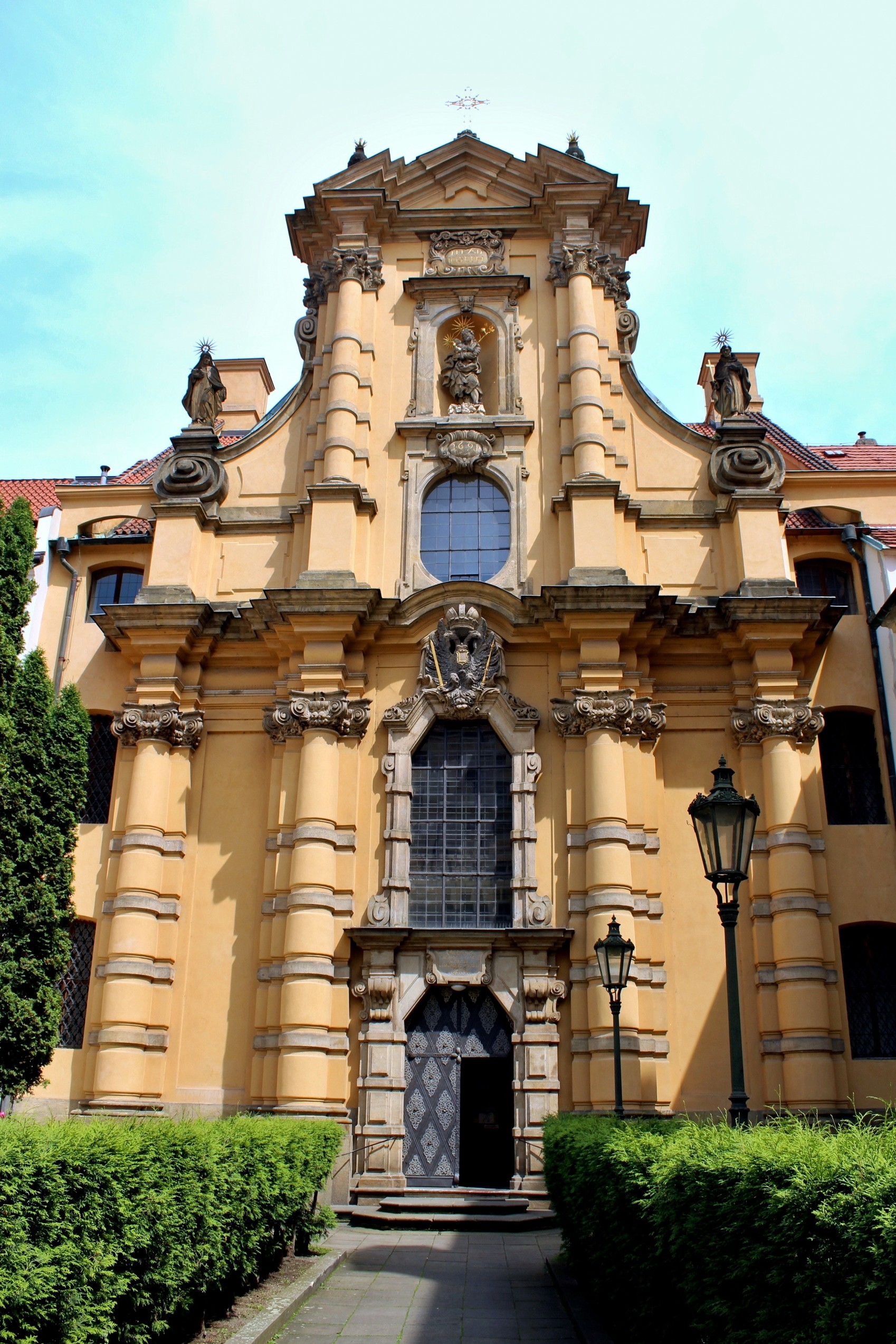
Klásterní kostel sv. Josefa

Budova bývalého kláštera se nachází na Malé Straně v Praze 1. Vstup do areálu kláštera za vysokou zdí je z Letenské ulice.
K někdejšímu klášteru náležel barokní kostel svatého Josefa z roku 1702, jehož oválná dispozice interiéru je pro karmelitánské chrámy charakteristická. Další tři menší sakrální stavby byly postaveny v klášterní zahradě v dnešních Vojanových sadech, jsou to kaple sv. Eliáše, kaple sv. Terezie z Ávily a kaple sv. Jana Nepomuckého.